# Léopold Langlois
Pour les articles homonymes, voir Langlois.
J. G. Léopold Langlois (2 octobre 1913 - 13 février 1996) est un avocat et homme politique fédéral du Québec.
Né à Sainte-Anne-des-Monts en Gaspésie, M. Langlois étudie en droit en se spécialisant surtout en droit maritime. Durant la Seconde Guerre mondiale, il sert dans la Marine royale du Canada en tant que Lieutenant de vaisseau. Simultanément, en 1940, il tente de devenir député libéral indépendant dans la circonscription de fédérale de Gaspé. 
Élu député du Parti libéral de Gaspé en 1945, il est réélu en 1949 et en 1953. Il est défait en 1957. De 1951 à 1953, il est l'assistant parlementaire du ministre des Postes et de 1953 à 1957, assistant parlementaire du ministre des Transports.
Nommé au Sénat en 1966 sous recommandation de Lester B. Pearson, il représente la division de Grandville à titre de sénateur libéral jusqu'à son 75e anniversaire en 1988. Il y est entre autres leader adjoint du gouvernement de 1974 à 1979 et leader adjoint de l'Opposition officielle en 1979.

## Distinctions
- Conseil de la Reine (C.R.)